# ميغيل ساينز
ميغيل ساينز (بالإسبانية: Miguel Sáenz)‏ هو لغوي ومترجم إسباني، ولد في 7 أغسطس 1932 في العرائش في المغرب.